# Me contro Te - Il film: Vacanze in Transilvania
Me contro Te - Vacanze in Transilvania è un film del 2023 diretto da Gianluca Leuzzi.

## Trama
Nella speranza di rovinare il piano dei Malefici, il Team Trote - formato dai nuovi proprietari del negozio di giocattoli Luì e Sofì, Chicco, Tara e Ajar - festeggia Halloween al castello dei due vampiri Conte Dracula e sua figlia Ombra, in Transilvania.

## Distribuzione
Il film è stato distribuito nelle sale cinematografiche italiane il 19 ottobre 2023.

## Accoglienza
Al 22 novembre ha incassato un totale di 4558467 € con poco più di 676.000 presenze.

## Sequel
Il 21 marzo 2024 il duo annuncia l'uscita nelle sale del sesto film, Me contro Te - Il film: Operazione spie, pubblicando il teaser sul loro canale YouTube. Il sequel viene distribuito da Warner Bros. Entertainment Italia, ed esce nelle sale italiane il 1º giugno 2024.